# Vlaanderen Muziekland
Vlaanderen Muziekland was een muziekprogramma waarvan het eerste seizoen in juli en augustus 2010 uitgezonden werd op de Vlaamse tv-zender Eén en dat liep tot in 2014. Het programma moest het Belgische voorzitterschap van de Europese Unie in 2010 in de kijker zetten. Geena Lisa was de presentatrice. Het was haar eerste programma sinds het einde van Fata Morgana.
In 2015 werd het programma opgevolgd door Pop up live.
In 2023 keerde het programma terug op Proximus Pickx met Katja Retsin en Sverre Denis als presentatoren. In 2024 kregen de presentators versterking van Maksim Stojanac.

## Concept

### Seizoen 1
Het programma stond volledig in het teken van het Belgische voorzitterschap van de Europese Unie. Verschillende (zowel Belgische als internationale) artiesten brachten een combinatie van eigen werk en muzikale klassiekers uit andere Europese landen. Welke liedjes er aan bod kwamen, werd door de kijkers beslist via een stemming op de website van Eén. De artiesten zongen zowel eigen nummers als composities van anderen (zogenaamde covers).

### Seizoen 2
Vooral Belgische artiesten (en soms internationale gasten) brachten eigen nummers. Elke uitzending werden de kanshebbers voorgesteld van een van de categorieën op Radio 2 Zomerhit. De week na de laatste aflevering van Vlaanderen Muziekland volgde de live-uitzending van Zomerhit.

### Vanaf seizoen 3
Iedere aflevering kreeg een artiest een eerbetoon. Andere artiesten zongen nummers van hen, maar ook eigen werk. Elke uitzending werden opnieuw de kanshebbers voorgesteld van een van de categorieën op Radio 2 Zomerhit. De week na de laatste aflevering van Vlaanderen Muziekland volgde de live-uitzending van Zomerhit.

### Vanaf seizoen 6
Elke aflevering komen verschillende artiesten optreden in een gaststad. De presentatie was is handen van Katja Retsin en Sverre Denis en vanaf 2024 ook Maksim Stojanac. De afleveringen waren te bekijken op Pickx+, Pickx Showcase en de regionale omroepen in Vlaanderen. 
In het najaar van 2024 werd ook Vlaanderen Muziekland Winter nog uitgezonden. Daarna werd de reeks bij Proximus stopgezet.

## Afleveringen

### Seizoen 1 (2010)
De eerste aflevering was op 9 juli 2010. Elke aflevering had één bepaald land als thema. Iedere aflevering werd uitgezonden vanuit een andere Vlaamse stad.
| Nr | Kijkcijfers | Eerste uitzending | Muzikale gasten | Thema               | Plaats       |
| -- | ----------- | ----------------- | --- | ------------------- | ------------ |
| 1  | 478.773     | 9 juli 2010       | Tom Dice, Andes, Gene Thomas, Ellektra, Regi & Stan Van Samang en K3                                                                    | Italië              | Dendermonde  |
| 2  | 429.326     | 11 juli 2010      | Yevgueni, Dana Winner, Mama's Jasje, Udo, Roel Vanderstukken en Mega Mindy                                                              | Vlaanderen          | Roeselare    |
| 3  | 620.231     | 16 juli 2010      | Stan Van Samang, Born Crain, Sandrine, Jo Vally, Andes en The Baseballs                                                                 | Frankrijk           | Sint-Niklaas |
| 4  | 597.695     | 21 juli 2010      | Barbara Dex & Tom Helsen, Belle Pérez, JackoBond, Wim Soutaer, Andes, Vengaboys, The Sunsets                                            | Spanje              | Mechelen     |
| 5  | 468.624     | 30 juli 2010      | Dean Delannoit, Roel Vanderstukken, Paul Michiels & Jeroen D'hoe, De Kreuners, AnnaGrace, Kiki Dee & Carmelo Luggeri, Katherine Jenkins | Verenigd Koninkrijk | Turnhout     |
| 6  | 683.918     | 6 augustus 2010   | Tom Waes, Tatyana Storm, Nicole & Hugo, Christoff, Sylver, Lasgo                                                                        | Duitsland           | Aalst        |
| 7  | 837.530     | 13 augustus 2010  | Frans Bauer, Dana Winner, The Ditch, Jan Smit, Nelson en Ralf Mackenbach                                                                | Nederland           | Kortrijk     |
| 8  | 721.521     | 20 augustus 2010  | Stan Van Samang, Gunther Neefs, Will Tura, Milk Inc., Regi, Sylver en Bart Kaëll                                                        | Ierland             | Lier         |

### Seizoen 2 (2011)
Vanaf seizoen 2 staan de afleveringen niet meer in het teken van een bepaald land. Er wordt samengewerkt met Radio 2 en de genomineerden voor Radio 2 Zomerhit worden voorgesteld.
| Nr | Kijkcijfers | Eerste uitzending | Muzikale gasten | Plaats            |
| -- | ----------- | ----------------- | --- | ----------------- |
| 1  | 561.451     | 1 juli 2011       | Hooverphonic, Belle Pérez, Jo Vally, Axelle Red, Ian Thomas, Sugar Free, Afi feat. The Gibson Brothers, About E en Kevin                                                                                            | Ieper             |
| 2  | 770.995     | 8 juli 2011       | Will Tura, Frans Bauer, Kate Ryan, Free Souffriau, Sandrine, Axl Peleman, Yannick Bovy, Jim Cole, Milk Inc., Laura Lynn & De Romeo's, Christoff en The Sunsets, Pittaboys                                           | Sint-Niklaas      |
| 3  | 574.618     | 11 juli 2011      | Johan Verminnen, Dana Winner, Free Souffriau, Günther Neefs, Nicole en Hugo, Yevgueni, Christoff & The Sunsets, Sam Gooris, Mama's Jasje, Ian Thomas, Jelle Cleymans, Sugar Free, Arne Vanhaecke, Jo Vally, Lindsay | Brasschaat        |
| 4  | 647.888     | 15 juli 2011      | Hooverphonic, Stan Van Samang, Bart Herman, Laura Lynn, Nick & Simon, X-Session, The Sunsets, Dean, Udo, Mama's Jasje, Lasgo                                                                                        | Heist-op-den-Berg |
| 5  | 556.897     | 22 juli 2011      | X-Session, Wim Soutaer, Belle Pérez, Get Ready!, Sugar Free, Kate Ryan, Wendy Van Wanten, Stan Van Samang, Jill & Lauren, Ian Thomas, Kaatje & Kamiel                                                               | Dendermonde       |
| 6  | 599.242     | 29 juli 2011      | Hooverphonic, Udo, Sylver, Bart Kaëll, VanVelzen, Stan Van Samang, De Romeo's, Kato, Niels Destadsbader, Christoff & The Sunsets, Milk Inc.                                                                         | Boortmeerbeek     |
| 7  | 477.993     | 5 augustus 2011   | Kate Ryan, Buurman, Free Souffriau, Willy Sommers, Kato, Kevin, Stan Van Samang, Luc Steeno, Afi feat. The Gibson Brothers, L3, JackoBond                                                                           | Blankenberge      |
| 8  | 697.463     | 12 augustus 2011  | Milk Inc., Christoff, Axelle Red, De Romeo's, Laura Omloop, Buurman, Free Souffriau, Ian Thomas, Udo, Kevin, Lady Linn, De Pitaboys, Bart Kaëll, Bart Peeters, Flip Kowlier, Belle Pérez, Hooverphonic, Kato        | Westende          |

### Seizoen 3 (2012)
In seizoen 3 werden opnieuw de genomineerden voor Radio 2 Zomerhit voorgesteld. Daarnaast was er elke aflevering een eerbetoon aan een Vlaamse artiest.
| Nr | Kijkcijfers | Eerste uitzending | Muzikale gasten | Eerbetoon     | Plaats        |
| -- | ----------- | ----------------- | --- | ------------- | ------------- |
| 1  | 758.682     | 6 juli 2012       | Will Tura, Bart Kaëll, Iris, Stan Van Samang, Rox, Alice Avery, Christoff, Andrei Lugovski & Richard Clayderman, Rocco Granata con Buscemi                                                                                          | Will Tura     | Ieper         |
| 2  | 776.447     | 11 juli 2012      | De Romeo's, The Sunsets, Bart Kaëll, Els de Schepper, Luc Steeno, Günther Neefs, Monky Boys, Geena Lisa, Arne Vanhaecke, Wigbert, Jo Vally, Sugar Free, Christoff                                                                   | Yasmine       | Sint-Truiden  |
| 3  | 774.000     | 13 juli 2012      | Soulsister, Tom Dice, De Romeo's, Kate Ryan, Kevin Williams, Nicole & Hugo, Yannick Bovy, Jo Vally, Glenn Claes, Milk Inc. | Soulsister    | Sint-Niklaas  |
| 4  | 710.869     | 20 juli 2012      | Willy Sommers, Luc Steeno, Sarah Ferri, Marco Z, Free Souffriau, Silke Mastbooms, Sabien Tiels, Lasgo, Amaryllis Temmerman, Bart Kaëll                                                                                              | Willy Sommers | Boortmeerbeek |
| 5  | 394.901     | 27 juli 2012      | Milk Inc., Kato, Stan Van Samang, Iris, Frank Galan, Hooverphonic, Wigbert, Tom Dice, Kate Ryan, Laura Lynn | Milk Inc.     | Tienen        |
| 6  | 567.397     | 3 augustus 2012   | Bart Kaëll, Tom Dice, De Romeo's, Ian Thomas, Ryan Ricks, Willy Sommers, Lasgo, Yannick Bovy, Christoff, Kato | Bart Kaëll    | Aalst         |
| 7  | 415.395     | 10 augustus 2012  | K3, De Romeo's, Tom Dice, Elke Taelman, Marco Z, Niels Destadsbader, Bart Herman, Jill Shaw, Guido Belcanto, Jan Smit | K3            | Blankenberge  |
| 8  | 509.844     | 17 augustus 2012  | Bart Kaëll, De Romeo's, Kato, Niels Destadsbader, Tom Dice, Glenn Claes, Yannick Bovy, Laura Omloop, Brahim & Charlotte, Silke Mastbooms, Nicole & Hugo, Airis, Tacabro, Bart Herman, Hooverphonic, Barbara Dex, Marco Z, Milk Inc. | geen          | Westende      |

### Seizoen 4 (2013)
In seizoen 4 worden opnieuw de genomineerden voor Radio 2 Zomerhit voorgesteld.
| Nr | Kijkcijfers | Eerste uitzending | Muzikale gasten | Plaats        |
| -- | ----------- | ----------------- | --- | ------------- |
| 1  | 640.579     | 5 juli 2013       | De Romeo's (Vlaanderen Feest), Jana De Valck (That's what love is), 3M8S (My island), Roberto Bellarosa (Love kills), Samson en Gert (Medley), Axelle Red (Quelque part ailleurs), Slongs Dievanongs (Lacht nor mij), Nicole & Hugo (Hier in mijn Vlaamse land), Milk Inc. (Sweet Child O' Mine), Natalia (Overdrive), Bart Kaëll (Onder de blote hemel) en Ozark Henry & Amaryllis Uitterlinden (I'm your sacrifice)                                                    | Ieper         |
| 2  | 653.191     | 11 juli 2013      | Free Souffriau (Vlaanderen m'n land), Christoff (Alles kan een mens gelukkig maken), Gene Thomas (Voor haar), Samson en Gert (Wij gaan vliegen), Will Tura (Een vrouw zoals jij), Nicole & Hugo (Hier in mijn Vlaamse land), Willy Sommers (Que sera), Jo Vally (Ik gaf je m'n hart), Arne Vanhaecke (Vallen en weer opstaan), De Romeo's (Houden van elkaar), Sergio (Ik kan niet zonder jou), Slongs Dievanongs (Lacht nor mij), K3 (Eya hoya!) en Bart Kaëll (Medley) | Antwerpen     |
| 3  | 652.126     | 12 juli 2013      | Rocco Granata (El murguero (Venite tutti a ballar)), Nicole & Hugo (Hier in mijn Vlaamse land), Rob de Nijs (Banger hart), Kato (Sugar Rush), Jo Vally (Ik gaf je m'n hart), Christoff en Rob de Nijs (Malle Babbe), Gene Thomas (Dan gaan we dansen), Milk Inc. (Sweet Child O' Mine), Tom Dice (Medley), Bart Kaëll (Onder de blote hemel), K3 (Eya hoya!) en Paulien Mathues (There's Some Place I've Got To Be)                                                      | Aalst         |
| 4  | 569.100     | 19 juli 2013      | Kathleen (Hey chickie), 3M8S (My island), Jo Vally (Ik gaf je m'n hart), Kato (Sugar rush), Nick & Simon (Geluksmoment), Luc Steeno (Het wordt nooit meer als toen), Bart Herman (Laat haar gaan), Slongs Dievanongs (Lacht nor mij), Milk Inc. (Sweet Child O' Mine), De Romeo's (Houden van elkaar), Paulien Mathues (There's Some Place I've Got To Be) en Ozark Henry & Amaryllis Uitterlinden (I'm your sacrifice)                                                  | Boortmeerbeek |
| 5  | 533.847     | 26 juli 2013      | White Bird (1 2 6), Jo Vally (Ik gaf je m'n hart), 3M8S (My island), Belle Pérez (Medley), Kato (Sugar rush), Gene Thomas (Dan gaan we dansen), Willy Sommers (Que sera), Robby Longo (The world), Slongs Dievanongs (Lacht nor mij), Milk Inc. (Sweet Child O' Mine), Christoff (Alles kan een mens gelukkig maken) en De Romeo's (Houden van elkaar) | Blankenberge  |
| 6  | 506.286     | 2 augustus 2013   | Gene Thomas (Dan gaan we dansen), Slongs Dievanongs (Lacht nor mij), Luc Steeno (Het wordt nooit meer als toen), De Romeo's (Houden van elkaar), Liliane Saint-Pierre (Geef me adem), Raf Van Brussel (Medley), Jo Vally (Ik gaf je m'n hart), Bart Kaëll (Met z'n tweetjes), Jelle Cleymans (Zonnige Dagen), Christoff (Alles kan een mens gelukkig maken), Ozark Henry & Amaryllis Uitterlinden (I'm Your Sacrifice) en de Ketnetband (Everyday op je tv)              | Lommel        |
| 7  | 517.361     | 9 augustus 2013   | Gene Thomas, Bart Kaëll, JackoBond, Jo Vally, Lasgo, Samson en Gert, Jelle Cleymans, Paulien Mathues, Christoff, Slongs Dievanongs, De Romeo's en Ozark Henry & Amaryllis Uitterlinden | Essen         |
| 8  | 716.461     | 16 augustus 2013  | 3M8S, Bart Herman, Bart Kaëll, Christoff & René Froger, De Romeo's, Gene Thomas, Jana De Valck, Jelle Cleymans, Jo Vally, K3, Milk Inc., Natalia, Ozark Henry & Amaryllis Uitterlinden, Paulien Mathues, Robby Longo, Slongs Dievanongs, Henry Mendez | Westende      |

### Seizoen 5 (2014)
In seizoen 5 worden opnieuw de genomineerden voor Radio 2 Zomerhit voorgesteld. Het programma wordt, in tegenstelling tot vorige seizoenen, niet op vrijdag maar op zaterdag uitgezonden.
| Nr | Kijkcijfers | Eerste uitzending | Muzikale gasten | Plaats                      |
| -- | ----------- | ----------------- | --- | --------------------------- |
| 1  | 633.281     | 5 juli 2014       | Bart Kaëll, K3, Bent Van Looy, Gene Thomas, Maartje Van Neygen, Regi feat. Moya, Belle Pérez (medley), Christoff, De Romeo's, Michael Lanzo, Stan Van Samang, Axel Hirsoux                                                       | Ieper                       |
| 2  | 696.059     | 11 juli 2014      | Samson & Gert, Willy Sommers, Jo Vally, Soulbrothers, Christoff, Safi & Spreej, De Romeo's, Bart Kaëll, Axl Peleman, Will Tura, Slongs Dievanongs, Geena Lisa, Maartje Van Neygen & Sanne, Sasha & Davy, Laura Lynn & Luc Steeno | Antwerpen                   |
| 3  | 633.549     | 12 juli 2014      | Bart Kaëll, Ian Thomas, 2 Fabiola feat. Loredana, Lindsay, Hooverphonic, Bart Herman, Robby Longo, Soulbrothers, Axel Hirsoux, Natalia, Michael Lanzo en De Romeo's                                                              | Sint-Niklaas                |
| 4  | 503.199     | 19 juli 2014      | Bart Kaëll, Natalia, Yannick Bovy, Stan Van Samang, Günther Neefs, Luc Steeno & Laura Lynn, Willy Sommers, Jo Vally, Niels Destadsbader, Nick & Simon, 2 Fabiola feat. Loredana                                                  | Kasterlee                   |
| 5  | 435.932     | 26 juli 2014      | Clouseau, Stan Van Samang, Jo Vally, Ian Thomas, Bart Herman, De Romeo's, Lindsay, Luc Steeno & Laura Lynn, Niels Destadsbader, Laura Tesoro, Grand Hammond feat Ludovic, Gene Thomas                                            | Boortmeerbeek               |
| 6  | 410.431     | 2 augustus 2014   | Bart Kaëll, Willy Sommers, Belle Pérez, Sergio, Karree Konfituur, Robby Longo, Günther Neefs, Bandits, De Romeo's, Clouseau, Natalia en 2 Fabiola feat. Loredana                                                                 | Lommel                      |
| 7  | 545.476     | 9 augustus 2014   | Clouseau, Gers Pardoel, Bart Herman, Sasha en Davy, Udo, Niels Destadsbader, Christoff, 2 Fabiola feat. Loredana, K3, Jo Vally, Stan Van Samang en Ian Thomas                                                                    | Essen                       |
| 8  | 414.522     | 16 augustus 2014  | Jo Vally, Bandits, K3, Stan Van Samang, 2 Fabiola feat. Loredana, Clouseau, De Romeo's, Bart Herman, Christoff, Bart Kaëll, Gene Thomas, Natalia en Willy Sommers                                                                | geen (compilatieaflevering) |

## Vlaanderen Muziekland Pickx+ (2023)
Na 9 jaar keerde Vlaanderen Muziekland terug van weggeweest. Katja Retsin en Sverre Denis presenteren het programma dat exclusief op Pickx+ van Proximus te zien is. 
| Stad        | Artiesten |
| ----------- | --- |
| Aalst       | Belle Pérez, Christoff, Tinne Oltmans, Louise, Jérémie Vrielynck, Jo Vally, Guy Swinnen                              |
| Dendermonde | Isabelle A, Get Ready!, Samson en Marie, Chérine, The Starlings, Stan Van Samang, Gers Pardoel                       |
| Kortrijk    | Berre, Lotte De Clerck, Bart Kaëll, De Romeo's, Garry Hagger, Gene Thomas, Sabien Tiels, Udo                         |
| Lommel      | Günther Neefs, Natalia, David Vandyck, Laura Omloop, Sandra Kim, Els de Schepper, Stan Van Samang                    |
| Bilzen      | The Starlings, Ozark Henry, Gio Kemper, Olivia, Belle Pérez, Margriet Hermans, Lady Linn, Mathias Vergels, Udo       |
| Tienen      | Stan Van Samang, The Starlings, The Dinky Toys, Laura Lynn, Willy Sommers, Sylver, Maksim, 2 Fabiola, Celien Hermans |
| Maaseik     | Laura Tesoro, Erik Goossens, Bart Herman, Jelle van Dael, Olivia, The Starlings, Ozark Henry, Udo                    |
| Brugge      | Aaron Blommaert, Slongs Dievanongs, Mama's Jasje, Louise, Good Shape, Lady Linn, The Starlings, Udo                  |

## Vlaanderen Muziekland Pickx+ (2024)
Vlaanderen Muziekland keert terug met Katja Retsin en Sverre Denis als presentatoren. Maksim Stojanac vervoegt zich als presentator. Het is de laatste reeks die bij Proximus te zien is met deze presentatoren. 
| Stad           | Artiesten |
| -------------- | --- |
| Dendermonde    | Bart Kaëll, Günther Neefs, IIII, Christoff, Lisa del Bo, Olivia, Maksim, Sandra Kim, Louise                  |
| Aalst          | De Romeo's, The Starlings, Jelle van Dael, Jessy, Udo, Dean, Steffi Vertriest, Sandra Kim, Louise            |
| Maaseik        | Milo Meskens, David Vandyck, Lies & Saar, Douwe Bob, Belle Pérez, Sarah De Koster, Zita, Sandra Kim, Louise  |
| Bilzen         | Tourist LeMC, Yevgueni, Celien Hermans, 2 Fabiola, Guy Swinnen, Luka Cruysberghs, Sergio, Sandra Kim, Louise |
| Nieuwpoort     | Stan Van Samang, Sandra Kim, The Starlings, Laura Lynn, Frimout (en Manon), Top Guns, Gio Kemper, Louise     |
| Malle          | Johannes Genard, Belle Pérez, Ian Thomas, Jo Vally, Hugo, Maksim, Sasha & Davy, Sandra Kim, Louise           |
| Diest          | Willy Sommers, Ingeborg, Jelle van Dael, Louise, Luc Steeno, Lotte De Clerck, Yannick Bovy & Slongs, Udo     |
| Geraardsbergen | Natalia, Christoff, Kate Ryan, Berre, Margriet Hermans, Garry Hagger, Paul Michiels, Sandra Kim, Louise      |